# Breedhout
Breedhout is een dorp in de stad Halle in de Belgische provincie Vlaams-Brabant. Breedhout telt ongeveer 350 inwoners.

## Bezienswaardigheden

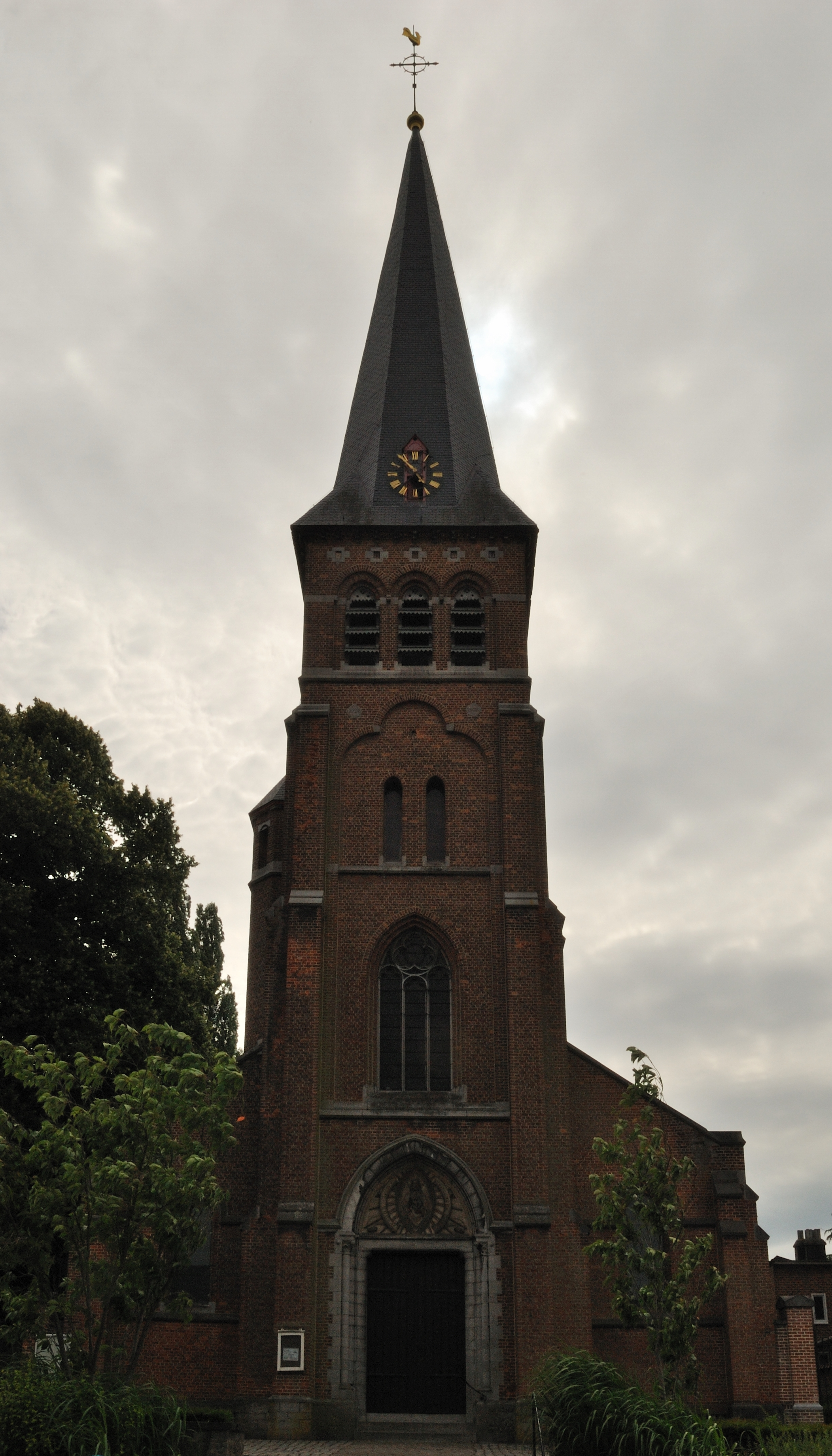
De Heilig Hartkerk van Breedhout

- De Heilig Hartkerk is een neogotische kerk van het basilicale type met westertoren, gebouwd in 1902 en 1903. De kerk werd gewijd op 22 juli 1903.[1]
- Het Kasteel van Budingen

## Nabijgelegen kernen
Halle, Sint-Pieters-Leeuw, Oudenaken, Elingen, Pepingen, Beert